# Koszmosz–321
Koszmosz–321 (oroszul: Космос 321) ДС-У2-МГ (DSZ-U2-MG) Koszmosz műhold, a szovjet műszeres műhold-sorozat tagja. Az első (№ 1.) mágneses mezőt vizsgáló műhold.

## Küldetés
Kialakított pályasíkja mentén beépített technikai eszközeivel a Föld mágneses mezőjének részletes felmérését (a mágneses tér 94%-ról szolgáltatott adatokat) végezte, illetve adatokat szolgáltatott a meteorológiai helyzetről. Katonai feladatként a világűrben végzett atomkísérleteket értékeléséhez mért adatokat.

## Jellemzői
Az Déli Gépgyár (OKB–586) központi tervezőirodában kifejlesztett, ellenőrzése alatt gyártott műhold. A kutatási programot készítette és vezette Институт земного магнетизма, ионосферы и распространения радиоволн (IZMIRAN). Üzemeltetője a moszkvai Honvédelmi Minisztérium (Министерство обороны – MO).
Megnevezései: Koszmosz–321; Космос 321; COSPAR: 1970-006A; Kódszáma: 4308.
1970. január 20-án Pleszeck űrrepülőtérről, az LC–133/1 (LC–Launch Complex) jelű indítóállványról egy Koszmosz–2M hordozórakétával (11K63) juttatták alacsony Föld körüli pályára (LEO = Low-Earth Orbit). Az orbitális egység pályája 92 perces, 71 fokos hajlásszögű, elliptikus pálya perigeuma 280 kilométer, apogeuma 507 kilométer volt.
Átmérője 2,3 méter, hasznos tömege 265 kilogramm. A sorozat felépítését, szerkezetét, alapvető fedélzeti rendszereit tekintve egységesített, szabványosított tudományos-kutató űreszköz. Az űreszközhöz napelemeket rögzítettek, éjszakai (földárnyék) energiaellátását kémiai akkumulátorok biztosították.
Tudományos műszerei:
1. CMC–1 – quantum cézium magnetométer,
2. Mayak–03 telemetriai egység.

1970. március 23-án, 61 napos (0,17 év) szolgálati idő után, földi parancsra belépett a légkörbe és megsemmisült.